# Schloss Adelmannsfelden

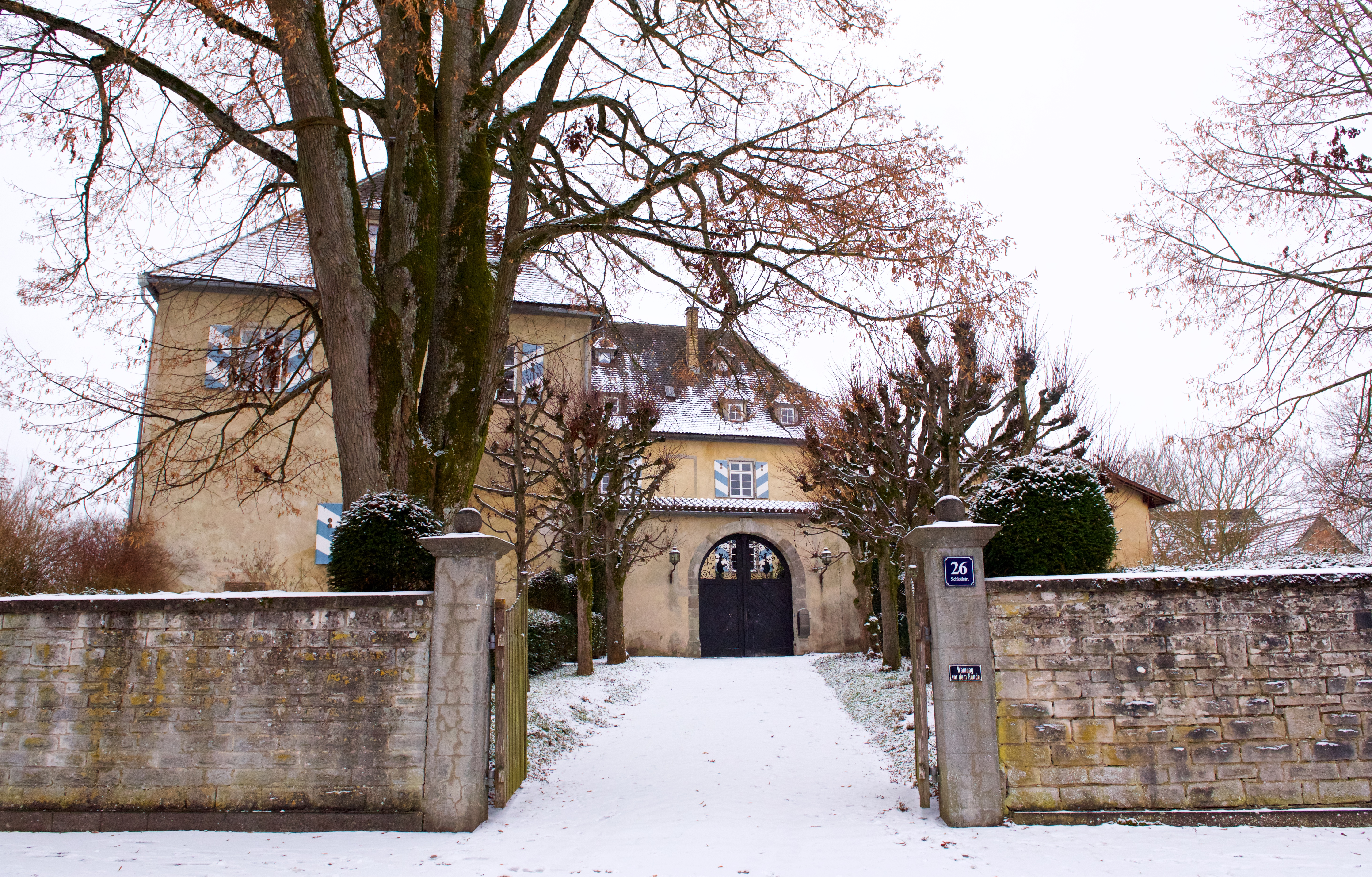
Schloss Adelmannsfelden, Eingang

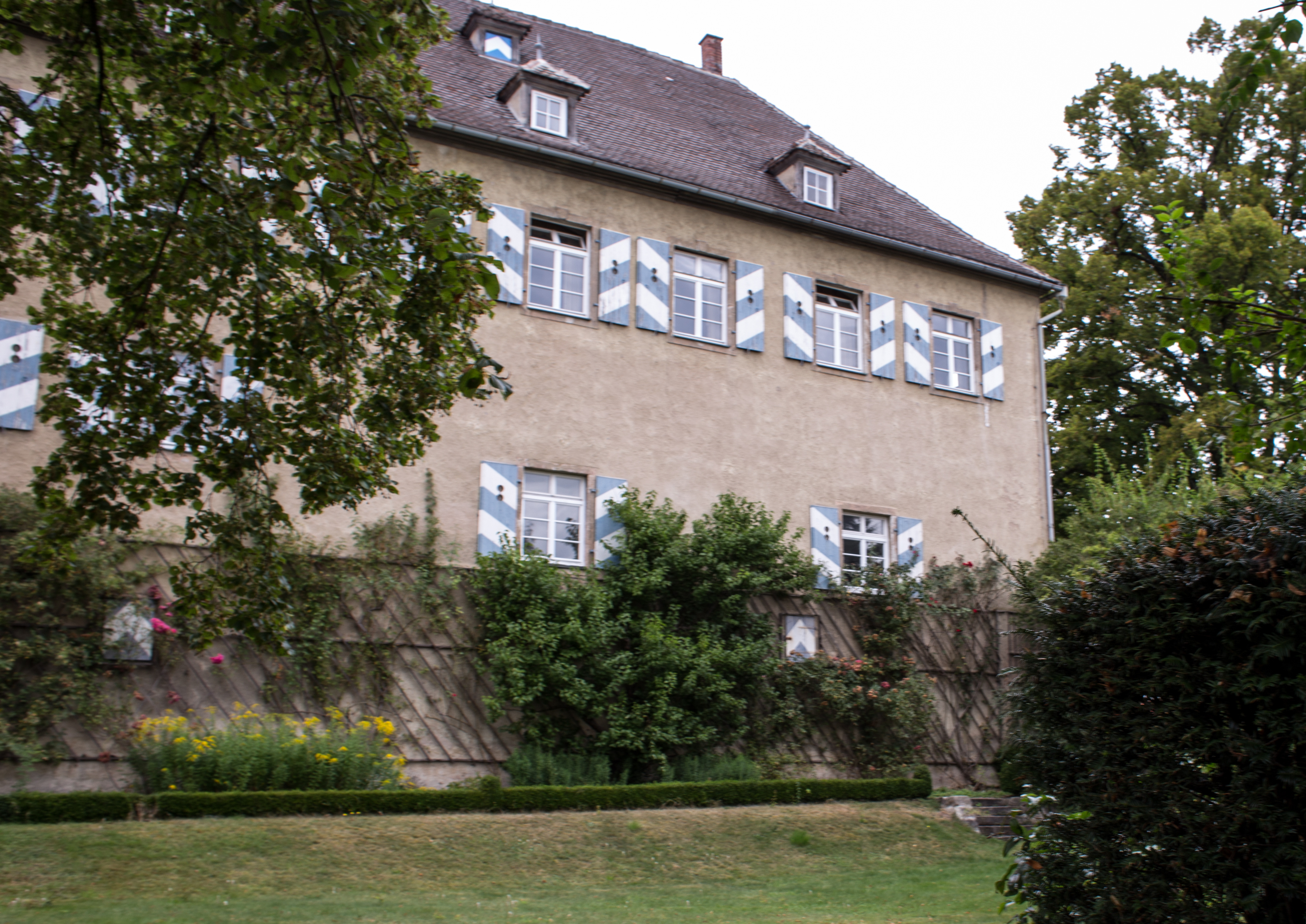
Schloss Adelmannsfelden, Südseite

Schloss Adelmannsfelden ist ein Schloss in Adelmannsfelden im Ostalbkreis. Das heutige Schloss geht auf eine Burg aus dem 11. Jahrhundert zurück, welche im 18. Jahrhundert umgebaut wurde.

## Geschichte
Die erste Erwähnung eines Schlosses in der Siedlung Adelmannsfelden fand bereits 1113 statt. Bei Untersuchungen an den Schlossmauern wurden einige noch erhaltene romanische Reste gefunden. 1136 wurde erstmals ein Adelsgeschlecht in Adelmannsfelden genannt, jedoch muss dieses aufgrund der Erwähnung des Schlosses und des Ortsnamens, der auf ein adeliges Geschlecht hinweist, bereits Anfang des 12. Jahrhunderts dort seinen Sitz gehabt haben.
Während des Interregnums gelangte der Ort und die Herrschaft an die Grafen von Oettingen, jedoch wurde im Jahre 1361 von den Grafen Ludwig VIII. und Ludwig X. von Oettingen beides für 4000 Pfund Heller an das Kloster Ellwangen verkauft. Schon 1380 wurden Burg und Dorf von den Schenken von Limpurg für 3000 gekauft, und diente diesen dann wahrscheinlich als Jagdsitz, da sich in der Gegend um Adelmannsfelden ein Wildbannforst befand. Im Jahre 1493 wurde Adelmannsfelden an die Herren von Vohenstein verpfändet, die diesen Besitz bis zum Jahre 1737 behielten. 1610 gelangte das Schloss durch Erbteilung an Otto von Vohenstein, 1621 an dessen Bruder Johann Christoph.

1737 starben die Vohenstein im Mannesstamm aus, und das Erbe wurde unter den Familien Jungkenn, Gültlingen, Nettelhorst, Bernerdin, Harling und Onz aufgeteilt. Friedrich Christian Arnold von Jungkenn ließ das Schloss, das noch 1730 „mit Gräben (auf drei Seiten), Zwinger und Gemäuer umfangen“ war, 1761 umbauen. Bereits Ende des 18. Jahrhunderts gelangten einige Anteile von Adelmannsfelden an das Herzogtum Württemberg, infolge des Reichsdeputationshauptschlusses gelangte Adelmannsfelden komplett an das neue Königreich Württemberg. Im Schloss befand sich Mitte des 19. Jahrhunderts der Sitz des Revierförsters und des Forstamtes. 1882 wurde das Schloss wieder von den Grafen Adelmann erworben, die bis heute darin ihren Sitz haben.

Wappen der früheren Besitzer
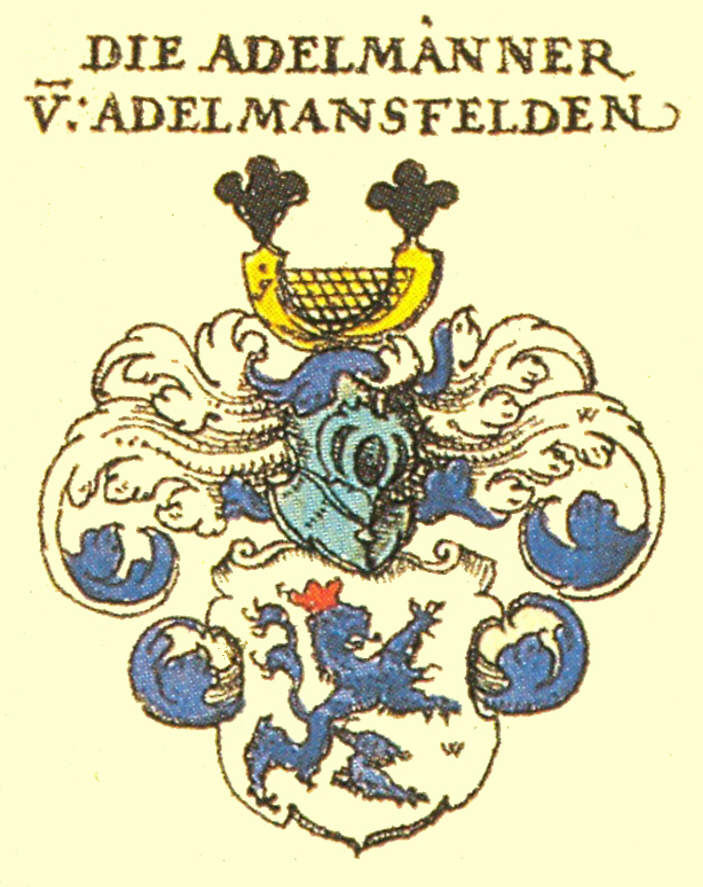
Adelmann von Adelmannsfelden
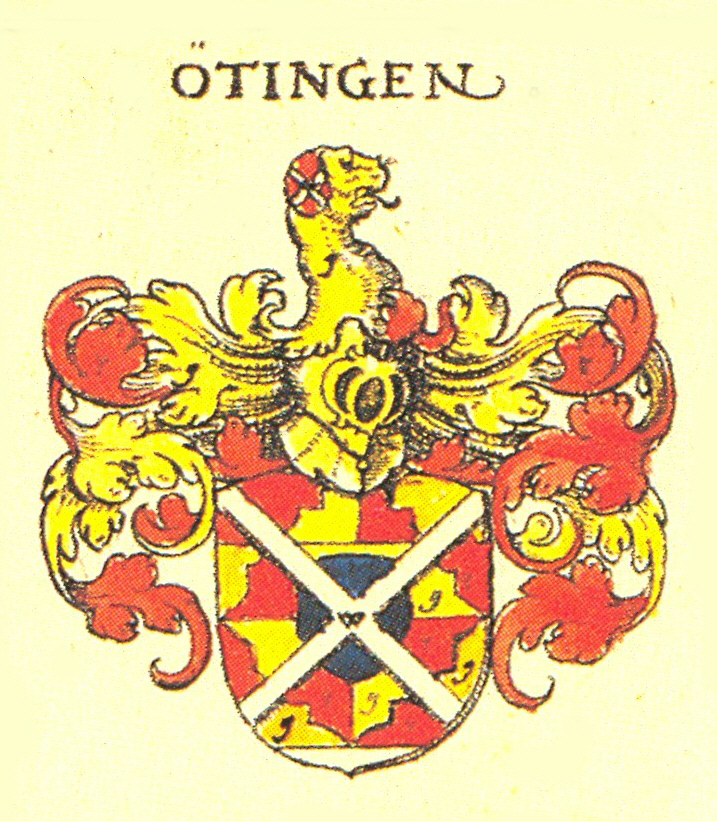
Grafen von Oettingen
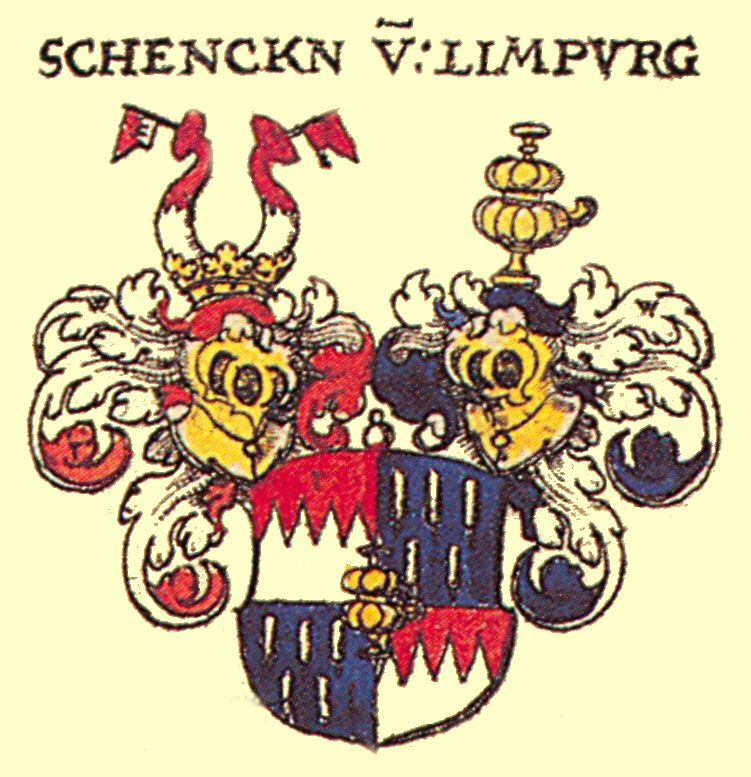
Schenken von Limpurg
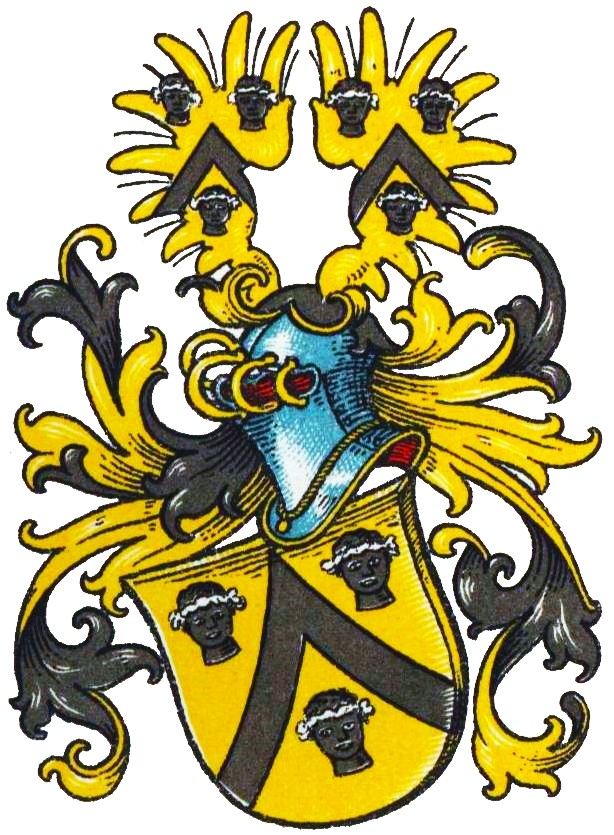
Jungkenn genannt Münzer von Mohrenstamm
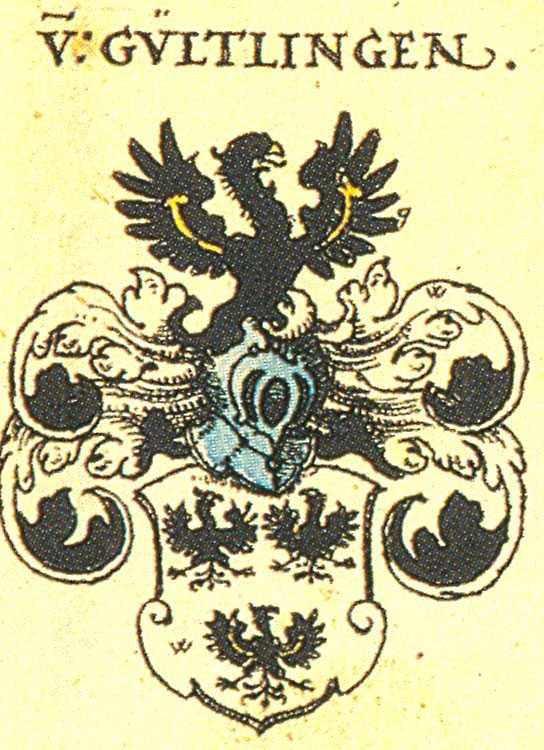
Herren von Gültlingen
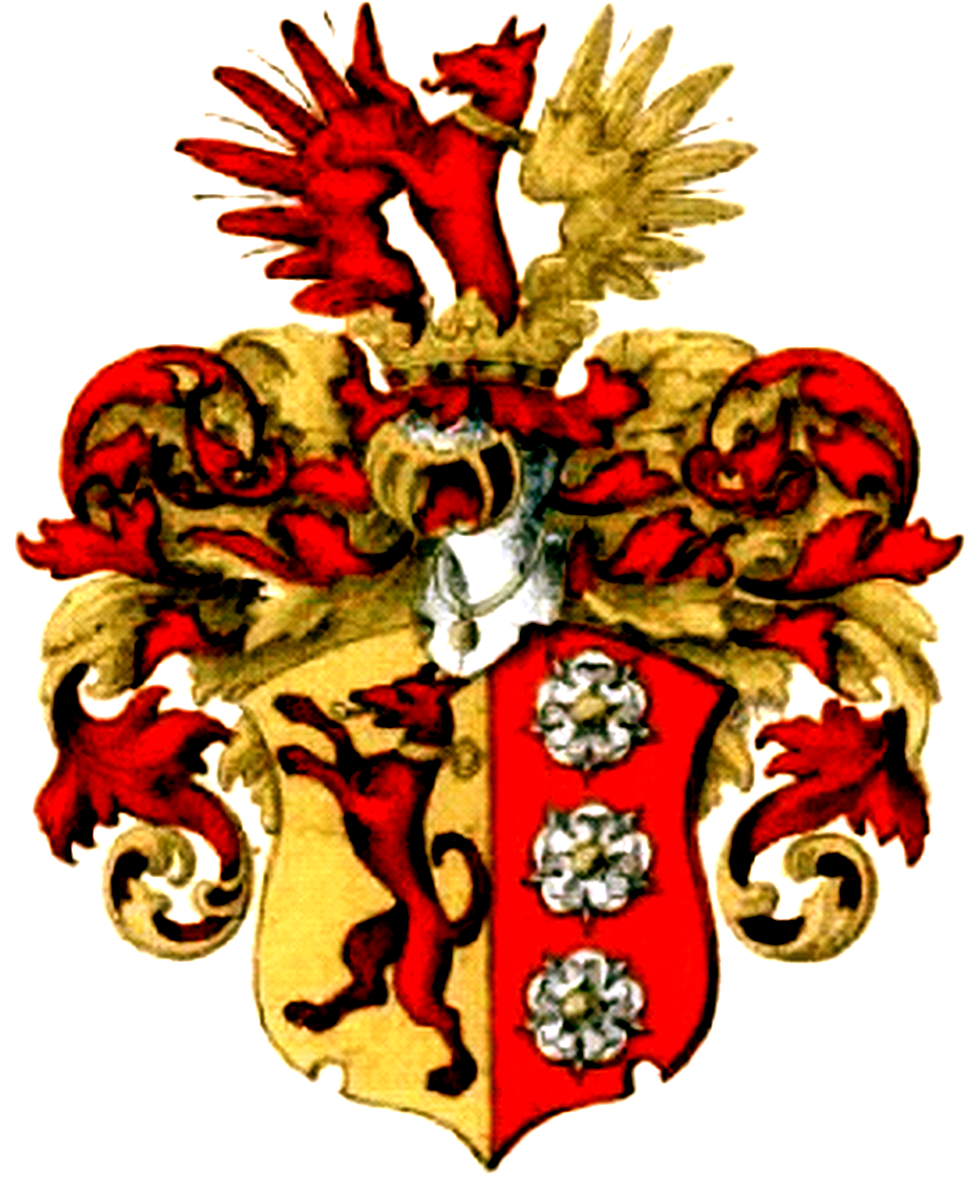
von Nettelhorst
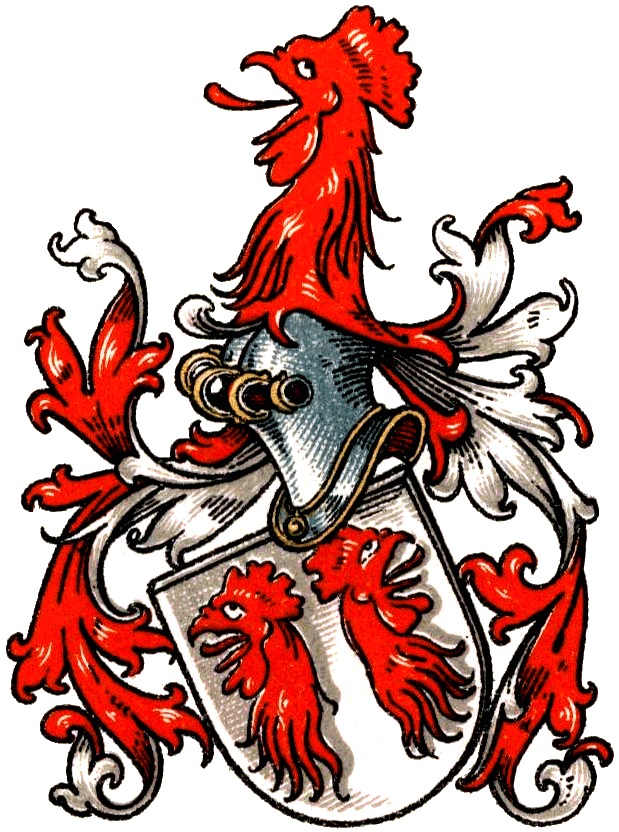
Freiherren von Harling